# Temporada de tufões no Pacífico de 2018
A temporada de tufões no Pacífico de 2018 foi na época, a temporada de tufões no Pacífico mais cara já registada, até que o recorde foi batido no ano seguinte. A temporada foi acima da média, produzindo 29 tempestades, 13 tufões e 7 supertufões. Foi um evento do ciclo anual de formação de ciclones tropicais, no qual eles formam-se no oeste do Oceano Pacífico. A temporada decorreu ao longo de 2018, embora a maioria dos ciclones tropicais se desenvolvam normalmente entre maio e outubro. A primeira tempestade nomeada da temporada, Bolaven, se desenvolveu em 3 de janeiro, enquanto a última tempestade nomeada da temporada, Man-yi, se dissipou em 28 de novembro. O primeiro tufão da temporada, Jelawat, atingiu o status de tufão em 29 de março e se tornou o primeiro supertufão do ano no dia seguinte.
O escopo deste artigo se limita ao Oceano Pacífico, ao norte do equador entre 100 ° E e o meridiano 180º. No noroeste do Oceano Pacífico, existem duas agências distintas que atribuem nomes aos ciclones tropicais, o que muitas vezes pode resultar em um ciclone com dois nomes, um do JMA e outro da PAGASA. Agência Meteorológica do Japão (JMA) nomeará um ciclone tropical caso seja considerado como tendo velocidades de vento sustentadas de 10 minutos de pelo menos 65 km/h (40 mph) em qualquer lugar da bacia, enquanto a Administração de Serviços Atmosféricos, Geofísicos e Astronômicos das Filipinas (PAGASA) atribui nomes aos ciclones tropicais que se movem ou se formam como uma depressão tropical em sua área de responsabilidade localizada entre 135 ° E e 115 ° E e entre 5 ° N-25 ° N, independentemente de um ciclone tropical já ter ou não recebeu um nome da JMA. Depressões tropicais monitoradas pelo Joint Typhoon Warning Center dos Estados Unidos (JTWC) recebem um número com um sufixo "W".

## Previsões sazonais
| Previsões TSR Data    | Tempestades tropicais | Total Tufões       | Intenso TCs           | ACE                      | Ref   |
| --------------------- | --------------------- | ------------------ | --------------------- | ------------------------ | ----- |
| Média (1965–2017)     | 26                    | 16                 | 9                     | 294                      | [ 1 ] |
| 11 de Maio de 2018    | 27                    | 17                 | 9                     | 307                      | [ 1 ] |
| 6 de Julho de 2018    | 27                    | 17                 | 10                    | 331                      |       |
| 7 de Agosto de 2018   | 27                    | 17                 | 9                     | 319                      | [ 2 ] |
| Outras previsões Data | Centro de previsões   | Período            | Período               | Sistemas                 | Ref   |
| 15 de Janeiro de 2018 | PAGASA                | Janeiro–Marco      | Janeiro–Marco         | 1–3 ciclones tropicais   | [ 3 ] |
| 15 de Janeiro de 2018 | PAGASA                | Abril–Junho        | Abril–Junho           | 2–4 ciclones tropicais   | [ 3 ] |
| 15 de Março de 2018   | VNCHMF                | Janeiro–Dezembro   | Janeiro–Dezembro      | 12–13 ciclones tropicais | [ 4 ] |
| 23 de Março de 2018   | HKO                   | Janeiro–Dezembro   | Janeiro–Dezembro      | 5–8 ciclones tropicais   | [ 5 ] |
| 13 de Julho de 2018   | PAGASA                | Julho–Setembro     | Julho–Setembro        | 6–8 ciclones tropicais   | [ 6 ] |
| 13 de Julho de 2018   | PAGASA                | Outubro–Dezembro   | Outubro–Dezembro      | 4–6 ciclones tropicais   | [ 6 ] |
| temporada de 2018     | Centro de previsão    | Ciclones tropicais | Tempestades tropicais | Tufões                   | Ref   |
| Atividade atual:      | JMA                   | 44                 | 29                    | 13                       |       |
| Atividade atual:      | JTWC                  | 36                 | 30                    | 16                       |       |
| Atividade atual:      | PAGASA                | 20                 | 15                    | 6                        |       |

Durante o ano, vários serviços meteorológicos nacionais e agências científicas prevêem quantos ciclones tropicais, tempestades tropicais e tufões se formarão durante uma temporada e quantos ciclones tropicais afetarão um determinado país. Essas agências incluiam o Tropical Storm Risk (TSR), Consórcio da University College London, PAGASA e Central Weather Bureau de Taiwan. A primeira previsão do ano foi divulgada pela PAGASA no dia 15 de janeiro, dentro da sua previsão climática sazonal para o período de janeiro a junho.  A previsão indicava que um a três ciclones tropicais eram esperados entre janeiro e março, enquanto dois a quatro deveriam se desenvolver ou entrar na Área de Responsabilidade das Filipinas entre abril e junho.  A PAGASA também mencionou que a La Niña teria vida curta, prevendo que duraria até fevereiro ou abril.
Em 15 de março, o Centro Nacional Vietnamita de Previsões Hidro Meteorológicas (VNCHMF) previu que cerca de doze a treze ciclones tropicais afetariam o Vietname durante 2018, que está acima da média.  Em 23 de março, o Observatório de Hong Kong previu que cinco a oito ciclones tropicais viriam a 500 quilômetros de Hong Kong, o que é normal a acima do normal, com o primeiro ciclone tropical afetando Hong Kong em junho ou antes.  Em 11 de maio, o Tropical Storm Risk (TSR) divulgou a sua primeira previsão para a temporada, prevendo que a temporada de 2018 seria um pouco acima da média, produzindo 27 tempestades nomeadas, 17 tufões e nove tufões intensos.  O TSR divulgou a sua segunda previsão em 6 de julho, ainda prevendo que a temporada será acima da média, com as únicas mudanças na sua previsão aumentando o número de tufões intensos de 9 para 10.  A PAGASA divulgou a sua segunda e última previsão em 13 de julho, prevendo para o período de julho a dezembro, quando se espera que seis a oito ciclones tropicais se desenvolvam ou entrem em sua área de responsabilidade entre julho e setembro, enquanto quatro a seis foram previstos em outubro a dezembro. Em 7 de agosto, o TSR divulgou a sua previsão final, com as suas únicas alterações diminuindo o número de tufões intensos de 10 para 9, bem como diminuindo a sua previsão ACE de 331 unidades para 319 unidades.

## Resumo sazonal
2018 foi inaugurado com a depressão tropical Agaton ativo no leste das Filipinas. Ao longo de dois dias, o sistema mudou-se para o Mar da China Meridional e intensificou-se na primeira tempestade nomeada, Bolaven. Um mês depois, a tempestade tropical Sanba desenvolveu-se e afetou o sul das Filipinas. Cerca de outro mês depois, a depressão tropical 03W formou-se no Pacífico aberto e foi chamada de Jelawat. Jelawat intensificou-se no primeiro tufão da temporada em 30 de março e, em seguida, no primeiro supertufão da temporada. A atividade tropical disparou em junho, quando uma série de tempestades se desenvolveu, com a tempestade tropical Ewiniar atingindo a China continental. Mais tarde naquele mês, o tufão Prapiroon desenvolveu e afetou a Península Coreana, o primeiro desde 2013. Posteriormente, o tufão Maria desenvolveu e atingiu o seu pico de intensidade como um supertufão de categoria 5, sendo o primeiro tufão a atingir essa intensidade desde o tufão Nock-ten em 2016. O furacão Hector cruzou a Linha Internacional de Data em 13 de agosto, a primeira a fazê-lo desde Genevieve em 2014. Sistemas como Tempestades Tropicais Son-tinh, Ampil, Josie, Wukong, Jongdari, Shanshan, Yagi, Leepi, Bebinca e Rumbia formaram-se entre o final de julho e o início de agosto.

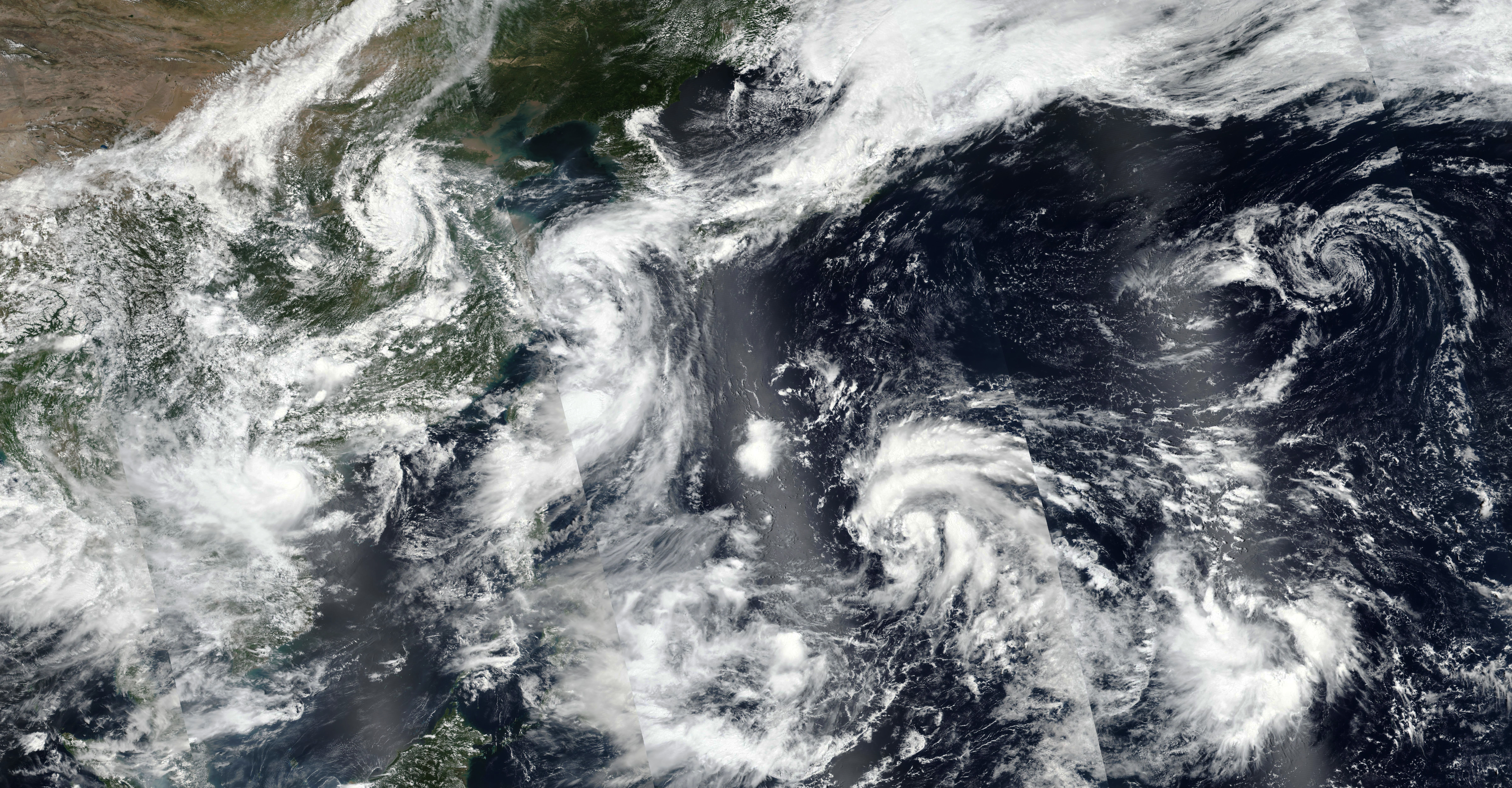
Seis ciclones tropicais ativos em 16 de agosto: Bebinca (canto inferior esquerdo), Yagi (canto superior esquerdo, terrestre) e Rumbia (centro-esquerda) afetando a China; Soulik (centro-direita) e uma depressão tropical (embaixo à direita, precursora de Cimaron) perto das Ilhas Marianas; e um Hector degenerado (canto superior direito) localizado no extremo noroeste no Pacífico

Em 16 de agosto, o tufão Soulik desenvolveu-se e rumou para o norte, até que uma interação do Fujiwhara com o tufão Cimaron (que se formou depois de Soulik) o fez seguir para oeste em direção ao Mar da China Oriental. Posteriormente, atingiu a Coreia do Sul, tornando-se o primeiro tufão a atingir a Coreia do Sul desde o tufão Chaba em 2016. Em 23 de agosto Cimaron atingiu a costa perto de Kyoto, Japão. Quando Cimaron estava aproximando-se do continente, formou-se a depressão tropical Luis, que atingiu a China e Taiwan. Mais tarde naquele mês, o tufão Jebi se desenvolveu no Pacífico Ocidental e se intensificou até se tornar o terceiro supertufão da temporada.
Em setembro, o tufão Mangkhut se tornou o quarto supertufão da temporada e atingiu a ilha de Luzon, nas Filipinas.  No mesmo dia, formou-se a depressão tropical Neneng, que mais tarde se tornou a tempestade tropical Barijat e atingiu o Vietname. No final de setembro, o Tufão Trami (Paeng) foi formado, tornando-se o 5º supertufão de 2018. Enquanto o Tufão Trami estava no Pacífico Ocidental, se aproximando de Okinawa com ventos de 165 km/h (103 mph), formou-se a depressão tropical 30W e foi nomeada Kong-rey pela JMA após transformar-se em uma tempestade tropical. Em 2 de outubro ele se intensificou em um supertufão, tornando-se o supertufão de categoria 5. Mais tarde naquele mês, foi seguida pela sexta e última tempestade equivalente à categoria 5 da temporada, Yutu.

## Sistemas

### Tempestade tropical Bolaven (Agaton)
Em 29 de dezembro de 2017 uma área de baixa pressão desenvolveu-se numa depressão tropical a nordeste de Palau. O sistema moveu-se geralmente para oeste e no primeiro dia de 2018, a PAGASA começou a emitir alertas sobre o sistema e localmente nomeou-o de Agaton.  O JMA e o JTWC seguiram o exemplo, com o último designando o sistema como 01W. Em 3 de janeiro, o sistema tinha intensificado-se para uma tempestade tropical de acordo com o JMA e foi batizado de Bolaven, tornando-se a primeira tempestade com nome da temporada. No entanto, várias horas depois, o Bolaven começou a enfraquecer e a deteriorar rapidamente.  Em 4 de janeiro, o sistema foi monitorado pela última vez pela JMA ao leste do Vietname.
O impacto causado pelo Bolaven (Agaton) foi moderado, mas não tão significativo quanto os dois sistemas anteriores, Kai-tak e Tembin, com cerca de 2.000 passageiros retidos nos portos de Visayas.  Em 22 de janeiro, três pessoas foram mortas pela tempestade, enquanto os danos totais chegaram a Ph $ 554,7 milhões (US $ 11,1 milhões).

### Tempestade tropical Sanba (Basyang)
Um sistema de baixa pressão desenvolveu-se em uma depressão tropical ao norte de Chuuk no início de 8 de fevereiro. Em 11 de fevereiro, evoluiu para uma tempestade tropical, recebendo o nome internacional de Sanba pela JMA. Pouco depois, Sanba ingressou na área de responsabilidade filipina e recebeu o nome de Basyang pela PAGASA. Em 13 de fevereiro, Sanba atingiu a costa de Cortes, nas Filipinas, causando o seu enfraquecimento para uma depressão tropical. No dia seguinte, o sistema enfraqueceu-se em uma baixa remanescente ao fazer outro landfall em Surigao del Sur.
Aproximadamente 17 000 pessoas foram afetadas pela tempestade e houve 14 mortes. Os danos agrícolas totais foram de 168 milhões de Php (US $ 3,23 milhões).

### Tufão Jelawat (Caloy)
Em 24 de março, uma depressão tropical formou-se ao sul das Ilhas Marianas,  e o JTWC atribuiu a ela o identificador numérico 03W. Em 25 de março, o sistema se intensificou para uma tempestade tropical e foi denominado Jelawat pela JMA, e na mesma época entrou na Área de Responsabilidade das Filipinas (PAR) da PAGASA e foi denominado Caloy. Devido ao forte cisalhamento do vento sudoeste, o ciclone permaneceu mal organizado, com convecção desorganizada perto de uma circulação exposta de baixo nível.  As condições tornaram-se gradualmente mais favoráveis para um maior desenvolvimento, resultando no fortalecimento e organização de Jelawat para uma forte tempestade tropical às 18:00 UTC em 28 de março. Mais tarde, em 29 de março, um olho começou a emergir dentro de uma neblusidade central densa e crescente, levando o JMA a classificá-lo como um tufão às 00:00 UTC em 29 de março.  A intensificação explosiva seguiu-se ao longo das 36 horas seguintes conforme o olho se tornou nitidamente definido, e Jelawat atingiu o seu pico de intensidade mais tarde naquela manhã, com ventos sustentados de 10 minutos estimados em 195 km/h (121 mph) e uma pressão central de 915 hPa (27,02 inHg).  Ao mesmo tempo, o JTWC avaliou como pico com ventos sustentados de 1 minuto de 240 km/h (150 mph), tornando-o um supertufão de categoria 4.
Imediatamente após atingir o pico de intensidade, Jelawat começou a enfraquecer rapidamente, devido a um forte aumento no cisalhamento do vento e ar seco, e a tempestade caiu abaixo da força do tufão no final de 31 de março. Durante os próximos dias, Jelawat derivou para o nordeste, e então virou para o leste, antes de se dissipar em 1 de abril.

### Depressão tropical 04W
Uma área de baixa pressão a leste das Ilhas Marianas foi transformada em depressão tropical pelo JMA no final de 10 de maio, pouco antes de o JTWC emitir um TCFA. Em 12 de maio, uma convecção profunda foi observada perto de seu centro quando o JTWC começou a emitir avisos sobre o sistema dando a designação 04W.  Aproximadamente doze horas depois, foi relatado que 04W havia se intensificado em uma tempestade tropical pelo JTWC após imagens de satélite terem retratado um centro bem definido.  Seguindo um curso na direção oeste-noroeste, o sistema começou a enfraquecer-se ao entrar em uma área de condições desfavoráveis.  Portanto, 04W enfraqueceu rapidamente quando o JTWC emitiu o seu parecer final sobre o sistema no início de 14 de maio, já que o sistema mostrava um centro muito alongado e exposto, devido ao forte cisalhamento do vento.  O JMA, no entanto, rastreou o sistema até o início de 15 de maio, quando finalmente se dissipou.

### Tempestade tropical Ewiniar
Em 2 de junho uma área de baixa pressão desenvolveu-se em uma depressão tropical no Mar do Sul da China. Mais tarde naquele dia, o JTWC fez o mesmo e designou o sistema como 05W. 05W serpenteava na direção oeste até fazer uma curva para o norte e depois de três dias, o JTWC atualizou o sistema para uma tempestade tropical.  O JMA fez o mesmo três horas depois, no início do dia 6 de junho, chamando-o de Ewiniar.  Pouco depois, Ewiniar atingiu o sul da China. Ewiniar manteve a sua intensidade enquanto estava por terra até que o JTWC emitiu o seu parecer final no final de 7 de junho. O JMA, no entanto, rastreou o sistema até ao início de 9 de junho, quando Ewiniar enfraqueceu em uma depressão tropical e degenerou em uma baixa remanescente. No entanto, o remanescente de Ewiniar mudou-se para o mar e continuou a persistir, antes de se dissipar em 13 de junho.
Um total de 13 pessoas foram mortas, enquanto os danos totais na China continental foram estimados em ¥ 5,19 bilhões (US $ 812 milhões).

### Tempestade tropical severa Maliksi (Domeng)
Uma área de baixa pressão a noroeste de Palau desenvolveu-se em uma depressão tropical no final de junho. No dia seguinte, o sistema recebeu o nome Domeng da PAGASA, enquanto o JTWC emitiu um TCFA para o sistema. Depois que o sistema se consolidou ainda mais, o JMA finalmente atualizou o sistema para uma tempestade tropical, chamando-o de Maliksi.  O JTWC, no entanto, não rastreou o sistema até às 03:00 UTC de 8 de junho, quando também deu a designação 06W.  Movendo-se para o norte, Maliksi continuou a se intensificar até atingir o seu pico de força no início de 10 de junho com ventos de 110 km/h (68 mph), apenas pouco menos da intensidade do tufão e uma pressão mínima de 970 hPa.  Operacionalmente, o JMA classificou Maliksi brevemente como um tufão, mas foi rebaixado para uma tempestade tropical severa na pós-análise.  Posteriormente, Maliksi começou a enfraquecer ao iniciar a sua transição extratropical. Encontrando ambientes desfavoráveis em 11 de junho, ambas as agências pararam imediatamente de alertar o sistema quando o centro do sistema ficou exposto quando o sistema foi declarado como um ciclone extratropical.   A JMA rastreou os remanescentes de Maliksi até às 00h00 UTC de 13 de junho.
Apesar de não chegar às Filipinas, Maliksi levou o PAGASA a declarar o início oficial da estação chuvosa em 8 de junho de 2018. Duas pessoas morreram devido às fortes chuvas de monções, intensificadas por Maliksi, nas Filipinas.

### Tempestade subtropical 07W
Um distúrbio formou-se  a sudoeste de Taiwan em 12 de junho, apenas dentro da frente do meio, e o JTWC indicou uma depressão subtropical subsequentemente. Pelas 21:00 UTC de 13 de junho, o JTWC emitiu o seu primeiro comunicado sobre o sistema, designando-o como 07W, e foi classificado como depressão tropical. Apesar de estar localizado em um ambiente de cisalhamento moderado a severo, o sistema foi localizado em temperaturas da superfície do mar relativamente quentes com manchas de convecção, e isso levou o JTWC a atualizar 07W para uma tempestade tropical.  O JTWC posteriormente emitiu o seu quarto mas último comunicado em 07W em 15:00 UTC de 14 de junho, quando o sistema estava passando rapidamente por uma fase de transição extratropical, pois o sistema estava perdendo a sua estrutura rapidamente.  07W tornou-se totalmente um ciclone extratropical ao sul do Japão continental em 06:00 UTC de 15 de junho, embora o seu remanescente ainda tenha sido rastreado até 25 de junho, quando o sistema foi localizado pela última vez perto da costa da Colúmbia Britânica.

### Tempestade tropical Gaemi (Ester)
Em 13 de junho, uma depressão tropical formou-se  no Mar da China meridional, a partir do vale da tempestade tropical 07W. No dia 14 de junho, a PAGASA anunciou que havia ingressado na Área de Responsabilidade das Filipinas, atribuindo o nome de Ester. Tropical Depression Ester (08W) atingiu Taiwan à meia-noite e, após emergir da costa e se intensificar em uma tempestade tropical, recebeu o nome de Gaemi pelo JMA. Em 16 de junho, Gaemi tornou-se extratropical. Em 19 de junho, o NDRRMC relatou que 3 pessoas morreram por causa das chuvas de monções intensificadas por Gaemi.  Os danos agrícolas na província de Okinawa foram de cerca de ¥ 84,58 milhões (US $ 764.000).

### Tufão Prapiroon (Florita)
Em 28 de junho uma área de baixa pressão a oeste de Okinotorishima desenvolveu-se em uma depressão tropical. No dia seguinte, a PAGASA passou a emitir alertas, dando o nome de Florita. 6 horas depois, Florita tornou-se uma tempestade tropical, com JMA atribuindo Prapiroon ao nome internacional. Em 30 de junho, Prapiroon começou a se intensificar em uma tempestade tropical. Em 2 de julho, o Prapiroon tornou-se um tufão de categoria 1, aproximando-se do Japão e da Coreia. Em 3 de julho, Prapiroon atingiu o pico de intensidade. No mesmo dia, Prapiroon atingiu o Japão. Após o landfall, Prapiroon enfraqueceu brevemente para uma tempestade tropical. Prapiroon depois tornou-se uma área de baixa pressão no dia seguinte, embora o JMA ainda rastreasse os seus remanescentes até 10 de julho, quando finalmente se dissipou.
Em julho de 2018, 1 pessoa foi morta na Coreia do Sul pela tempestade. Os prejuízos na agricultura na Perfeitura de Okinawa eram de cerca de ¥49.39 milhões (US$446,000).

### Tufão Maria (Gardo)
No final de 26 de junho um distúrbio tropical formou-se nas Ilhas Marshall.  Após o lento desenvolvimento e a deriva para o oeste por cinco dias, em 2 de junho o Joint Typhoon Warning Center (JTWC) emitiu um alerta de formação de ciclones tropicais e atualizou o sistema para uma depressão tropical com a designação 10W no final do mesmo dia.   No início de 3 de julho, a Agência Meteorológica do Japão alterou o status de área de baixa pressão em uma depressão tropical a sudeste de Guam e, subsequentemente, começou a emitir alertas de ciclones tropicais. As condições ambientais favoráveis, incluindo cisalhamento do vento vertical moderado, saída do pólo reforçada por células tropicais do vale troposférico superior (TUTT) localizadas a nordeste e a noroeste, temperaturas da superfície do mar entre 30 e 31 ° C, contribuíram para o desenvolvimento do sistema em 4 de julho. Como resultado, o JMA o atualizou para uma tempestade tropical e atribuiu o nome internacional de Maria por volta das 12:00 UTC,  e a JTWC também o atualizou para uma tempestade tropical. Seis horas depois, quando a tempestade atingiu Guam diretamente, as observações de superfície na Base da Força Aérea de Andersen registaram ventos sustentados máximos de um minuto a 50 kn (93 km/h; 58 mph) e uma pressão mínima em 984 hPa (29.06 inHg), indicando um sistema em consolidação rápida.
Em 5 de julho, Maria derivou para noroeste lentamente sob as influências de uma fraca crista de direção orientada para o norte-sul e uma forte crista subtropical orientada para o leste-oeste entrincheirada ao norte. Depois de ser atualizada para uma tempestade tropical severa pela JMA e um tufão pela JTWC no início do mesmo dia,  Maria começou uma intensificação extremamente rápida devido às condições altamente favoráveis, indo de uma tempestade tropical a uma categoria 5 na escala Saffir-Simpson em menos de 24 horas.  Nessa tarde as imagens de microondas revelaram um olho e o JMA classificou Maria como tufão.  O JTWC atualizou Maria para um supertufão e relatou que atingiu o seu pico de intensidade inicial com ventos sustentados máximos de um minuto de 260 km/h (160 mph) por volta das 00:00 UTC de 6 de julho,  tornando-o o primeiro ciclone tropical equivalente à Categoria 5 no hemisfério Norte desde um furacão homônimo no Atlântico em setembro de 2017, e o primeiro no Pacífico ocidental desde o tufão Nock-ten. Por volta de 01:10 UTC de 11 de julho, Maria atingiu a península de Huangqi no condado de Lianjiang, Fuzhou, em Fujian, China, com ventos máximos de dez minutos a 155 km/h (96 mph) e uma pressão central de 955 hPa (28.20 inHg).
Quando atingiu a costa leste da China em 10 de julho, encharcou o sul do Japão e matou uma pessoa. Os danos totais na China Continental foram contabilizados em CN ¥ 4,16 bilhões (US $ 623 milhões).

### Tempestade tropical Son-Tinh (Henry)
Em 15 de julho uma área de baixa pressão a noroeste de Manila, nas Filipinas fortaleceu-se em uma depressão tropical.  O JTWC o designou como 11W, enquanto a PAGASA o nomeou Henry.  Conforme o sistema se movia rapidamente na direção oeste, o sistema gradualmente intensificou-se e foi declarado uma tempestade tropical em 17 de julho, com o JMA chamando-a de Son-Tinh, pois a sua estrutura convectiva melhorou. Embora a partir dessa altura o Son-Tinh enfraqueceu-se ligeiramente ao se aproximar da ilha de Hainão, enquanto experimentava cisalhamento moderado.  Durante o dia seguinte, no entanto, Son-Tinh intensificou-se levemente no Golfo de Tonkin devido às altas temperaturas da superfície do mar antes de atingir o norte do Vietname.  Ambas as agências emitiram o seu aviso final sobre Son-Tinh em 19 de julho, quando o sistema enfraqueceu de volta a uma área de baixa pressão embutida pela monção. No entanto, o JTWC continuou a rastrear o restante do sistema por mais dois dias, antes de finalmente se dissipar.

### Tempestade tropical severa Ampil (Inday)
Em 17 de julho, uma fraca depressão tropical desenvolveu-se no mar das Filipinas. Com alguma convecção profunda e o sistema localizado em ambientes favoráveis, o JTWC começou a monitorar o sistema, designando-o como 12W.  No dia seguinte, a PAGASA fez o mesmo e foi nomeado localmente como Inday. Por volta das 12:00 UTC de 18 de julho, o sistema havia se intensificado para uma tempestade tropical e foi denominado Ampil. À medida que a Ampil se movia na direção norte, a estrutura do sistema se alargou junto com uma convecção profunda sustentada. Apesar de um conteúdo de calor oceânico desfavorável, Ampil ainda permaneceu em temperaturas de superfície do mar relativamente quentes com a inclusão de uma convecção profunda extensa,  portanto Ampil foi classificado como uma tempestade tropical severa. Com um sistema convectivo aprimorado, o JTWC avaliou que Ampil atingiu ventos de pico de 1 minuto de 95 km/h (59 mph). A Ampil atingiu o seu pico de intensidade com uma pressão mínima de 985 hPa e manteve essa intensidade pelos próximos dias, apesar da mudança de direção. Em 21 de julho, o centro do sistema ficou exposto à medida que o sistema enfraquecia ligeiramente.  No dia seguinte, o JMA rebaixou o Ampil de volta a uma tempestade tropical, pois o sistema atingiu a China com falta de convecção.  A Ampil enfraqueceu ainda mais para uma depressão tropical em 23 de julho, e ambas as agências emitiram o seu comunicado final sobre o sistema.  A JMA continuou rastreando o sistema até que ele enfraqueceu em uma área de baixa pressão, às 18:00 UTC de 24 de julho.
Chuva forte na província de Shandong — acumulando para 237 mm (9.3 in) em Tianjin — causou enchentes significativas, inundando 31 600 hectares de lavouras e afetando 260.000 pessoas. Uma pessoa foi morta na China e as perdas econômicas totais chegaram a CN ¥ 1,63 bilhões (US $ 241 milhões).

### Depressão tropical 13W (Josie)
De acordo com a JMA, em 20 de julho uma depressão tropical formou-se no Mar da China meridional. Em 21 de julho, o sistema entrou na Área de Responsabilidade Filipina da PAGASA ou PAR, e foi nomeado Depressão Tropical Josie, a décima tempestade nomeada a entrar no PAR nesta temporada. A depressão tropical Josie (13W) falhou de atingir terra por quilômetros em Saud, Ilocos Norte. Moveu-se para o norte e saiu do PAR no dia seguinte. Ao se aproximar da China, a 13W estáva prestes a se tornar uma tempestade tropical nomeada, mas perto da China, perdeu a força da tempestade tropical e foi destruída por ventos fortes. Os restos de 13W seguiram para o interior da China continental, onde se dissiparam totalmente.
Desde a formação dos dois sistemas anteriores, a monção do sudoeste tinha sido extremamente ativa nas Filipinas. Em 1 de agosto, um total de 16 pessoas morreram devido a inundações extremas, enquanto os danos foram registados em $ 4,66 bilhões (US $ 87,4 milhões). A monção do sudoeste estava ativa desde o tufão Maria. Julho teve 5 dias de suspensão de aulas na região metropolitana de Manila, o segundo na história desde que o tufão Ketsana atingiu a região metropolitana de Manila e causou enchentes nas águas do oceano desde 2009.

### Tempestade tropical severa Wukong
No final de 21 de julho, o JTWC começou a emitir avisos sobre a depressão tropical 14W que se desenvolveram cerca de 603 km leste-sudeste da ilha japonesa de Minami-Tori-shima. A JMA, porém, começou a rastrear o sistema até a madrugada do dia 22 de julho. Mais tarde naquele dia, o JTWC atualizou 14W para uma tempestade tropical, apesar de que a convecção foi cortada e o sistema foi localizado em cisalhamento sudoeste desfavorável. Nas 24 horas seguintes, o 14W começou a organizar-se com uma profunda convecção obscurecendo o seu LLCC,  e às 12:00 UTC de 23 de julho, o JMA atualizou o sistema para uma tempestade tropical, batizando-o de Wukong. Movendo-se em direção aos pólos, Wukong se intensificou gradualmente ao entrar em uma área de ambiente favorável com menor cisalhamento e às 00:00 UTC de 25 de julho, o JMA atualizou Wukong para uma forte tempestade tropical. Nove horas depois, o JTWC atualizou Wukong para um tufão de categoria 1 depois que as imagens de satélite retrataram um olho irregular de 30 mn.  Embora em 26 de julho, tanto o JMA quanto o JTWC emitiram o seu comunicado final sobre Wukong, visto que o sistema havia se transformado rapidamente num ciclone extratropical.  Os vestígios extratropicais de Wukong foram monitorados até ao final de 27 de julho, quando foi notado pela última vez na costa leste do Extremo Oriente da Rússia.

### Tufão Jongdari
Uma perturbação tropical se formou ao sudeste de Guam em 19 de julho e seguiu para o oeste de forma constante. Depois de emitir um Alerta de Formação de Ciclone Tropical em 21 de julho, o Joint Typhoon Warning Center (JTWC) atualizou o sistema para uma depressão tropical no início de 22 de julho, embora a localização de seu centro de circulação de baixo nível não estivesse clara. A Agência Meteorológica do Japão (JMA), no entanto, continuou relatando-a como uma área de baixa pressão até que foi atualizada para uma depressão tropical no final de 23 de julho. Após uma lenta consolidação por vários dias, o sistema foi atualizado para uma tempestade tropical perto de Okinotorishima por volta das 18:00 de 24 de julho pela JMA e JTWC, recebendo o nome internacional de Jongdari. Imagens de micro-ondas revelaram uma parede ocular de baixo nível se formando no dia seguinte, indicando um sistema de consolidação. Depois que a JMA atualizou Jongdari para uma tempestade tropical severa ao meio-dia, o sistema acelerou para nordeste sob a influência de um cavado quase equatorial ao sul.
Em 26 de julho, quando Jongdari começou a interagir com uma baixa de núcleo frio de nível superior ao norte, o que aumentou significativamente o fluxo em direção aos pólos, intensificou-se para um tufão à tarde, apesar do cisalhamento vertical do vento cada vez mais desfavorável. Sobre as temperaturas quentes da superfície do mar entre 29 to 30 °C (84 to 86 °F) perto das Ilhas Ogasawara, a JMA informou que Jongdari atingiu o pico de intensidade às 00:00 UTC de 27 de julho, com ventos sustentados máximos de dez minutos de 140 km/h (87 mph) e uma pressão central mínima de 965 hPa (28,50 inHg). Embora o JTWC tenha indicado que Jongdari atingiu o pico de intensidade às 12:00 UTC com ventos máximos sustentados de um minuto de 175 km/h (109 mph), o olho acidentado de Jongdari permaneceu periodicamente visível com uma estrutura alongada devido à interação adicional da baixa de nível superior que se mudou para o lado noroeste do tufão. À medida que a influência da direção transitava para uma latitude subtropical a nordeste, Jongdari executou uma volta no sentido anti-horário para o sudeste do Japão.
Jongdari começou a ser inundada pela subsidência em 28 de julho, quando o efeito Fujiwara fez o movimento de baixo nível superior para o oeste do tufão. Também iniciou uma tendência de enfraquecimento enquanto acelerava para noroeste e depois para oeste em direção à ilha japonesa de Honshu. Por volta da 01:00 JST de 29 de julho (16:00 UTC de 28 de julho), Jongdari atingiu Ise, província de Mie, com ventos sustentados máximos de dez minutos de 120 km/h (75 mph) e uma pressão central de 975 hPa (28,79 inHg). A tempestade enfraqueceu rapidamente para o interior antes de fazer seu segundo landfall em Buzen, Prefeitura de Fukuoka, por volta das 17:30 JST (08:30 UTC), com ventos sustentados de dez minutos de 75 km/h (47 mph) e uma pressão central de 992 hPa (29,29 inHg). Por volta das 10:30 CST (02:30 UTC) de 3 de agosto, Jongdari atingiu o distrito de Jinshan, em Xangai, como uma tempestade tropical. Jongdari enfraqueceu rapidamente após o landfall, dissipando-se no dia seguinte. Nenhuma fatalidade foi registrada para esta tempestade.

### Depressão tropical 16W
Uma perturbação tropical desenvolveu-se por volta de 810 km (503 mi) norte-nordeste de Iwo To até 29 de julho. O JTWC atualizou o sistema para a Depressão Tropical 16W durante o dia seguinte, depois que sua estrutura convectiva melhorou ligeiramente, apesar do sistema localizado em cisalhamento de vento moderado a forte. Em 31 de julho, a JMA seguiu o exemplo de classificar o sistema como uma depressão tropical. O centro de 16W mais tarde ficou exposto com a convecção profunda deslocada devido ao cisalhamento contínuo. Originalmente, o sistema estava previsto para atingir intensidade de tempestade tropical com ventos de apenas 35 nós, mas o centro do sistema tornou-se assimétrico com um centro totalmente cortado. O JTWC emitiu seu aviso final às 21:00 UTC do mesmo dia, após o 16W ter se transformado totalmente em um ciclone subtropical, embora ambas as agências tenham continuado a rastrear o sistema até 2 de agosto.

### Tufão Shanshan
Uma depressão tropical se desenvolveu leste-nordeste de Guam em 2 de agosto. Às 21: 00 UTC no mesmo dia, o JTWC começou a rastrear o sistema, dando-lhe o identificador 17W. 17W intensificou-se em uma tempestade tropical em 3 de agosto, com o JMA atribuindo-lhe o nome de Shanshan. A tempestade foi localizado sobre um ambiente favorável como o sistema foi gradualmente se consolidando, e intensificou-se em uma tempestade tropical severa em 3 de agosto. Durante o dia seguinte, tanto o JMA quanto o JTWC atualizaram Shanshan para um tufão depois que uma convecção profunda foi vista envolvendo seu centro em desenvolvimento. O JMA mais tarde analisou que a tempestade atingiu o pico de intensidade com ventos de 10 minutos de 130 km/h e uma pressão mínima de 970 hPa, permanecendo essa intensidade por vários dias. O JTWC afirmou que Shanshan havia enfraquecido ligeiramente após uma tendência de fortalecimento em 6 de agosto, depois que seu olho ficou esfarrapado e ligeiramente deslocado. Em 7 de agosto, Shanshan começou a se intensificar novamente e atingiu seu pico de força como um tufão de categoria 2 com ventos de 1 minuto de 165 km/h enquanto se aproximava do sudeste do Japão. Depois disso, Shanshan começou a mudar seu curso para o leste à medida que se enfraquecia rapidamente. O JTWC emitiu seu aviso final em 9 de agosto, embora o JMA rastreasse o sistema até que se tornasse extratropical às 06:00 UTC em 10 de agosto.
As perdas na província de Miyagi foram contabilizadas em ¥ 96,2 milhões (US$ 866.000).

### Tempestade tropical Yagi (Karding)
O JTWC declarou que Yagi atingiu ventos de 85 km/h (53 mph) às 12:00 UTC em 12 de agosto depois que a tempestade se consolidou ainda mais com uma estrutura melhorada. Yagi desembarcou pouco depois sobre Wenling, em Taizhou de Zhejiang, China, por volta das 23h35. CST (15:35 UTC) em 12 de agosto. Às 21:00 UTC daquele dia, o JTWC emitiu seu aviso final sobre Yagi, embora eles continuassem a rastreá-lo até que ele enfraqueceu ainda mais em uma depressão tropical no início de agosto. 13. A JMA fez o mesmo às 06:00 UTC de 13 de agosto. O JMA rastreou Yagi até se tornar um sistema extratropical em 15 de agosto.
Apesar de não atingir as Filipinas, a tempestade aumentou a monção do sudoeste, que trouxe inundações extremas para muitas regiões do país. De acordo com o NDRRMC, 5 pessoas morreram juntamente com ₱ 996 milhões (US $ 19 milhões) em danos.  No leste da China, Yagi matou um total de 3 pessoas e os danos totais foram contabilizados em CN¥2,51 mil milhões (US$ 367 milhões).

### Tempestade tropical Bebinca
Em 9 de agosto, uma depressão tropical formada no Mar da China Meridional. O sistema permaneceu fraco e permaneceu parado por alguns dias até que o JTWC começou a rastrear o sistema, dando-lhe a designação 20W em 12 de agosto. No dia seguinte, a JMA atualizou o sistema para tempestade tropical, nomeado-o de Bebinca. O JTWC seguiu o exemplo nove horas depois, quando a convecção profunda explodiu perto de seu centro compacto. Apesar da convecção consistente junto com as temperaturas quentes da superfície do mar, Bebinca permaneceu fraca nos próximos dias devido ao forte cisalhamento. Até 16 de agosto, no entanto, Bebinca começou a passar por uma fase de rápida intensificação, pois seu centro foi obscurecido por um nublado denso central, o que resultou na JMA atualizando brevemente Bebinca para uma tempestade tropical severa, embora em pós-análise tenha sido rebaixado para uma tempestade tropical. O JTWC analisou algumas horas depois que o sistema havia atingido o pico de intensidade com ventos de 110 km/h (70 km/h). Depois que Bebinca chegou à terra firme, o sistema enfraqueceu rapidamente e ambas as agências emitiram seus avisos finais em 17 de agosto, com o sistema se dissipando totalmente no mesmo dia.

### Tempestade tropical severa Leepi
Em 10 de agosto, formou-se uma depressão tropical perto das Ilhas Marianas e, no dia seguinte, às 12:00 UTC, a JMA a transformou em tempestade tropical, atribuindo-lhe o nome de Leepi. Em 13 de agosto, Leepi começou a ameaçar o Japão e, em 14 de agosto, Leepi se intensificou em uma tempestade tropical severa, com o JTWC atualizando-o para um tufão. Pouco antes das 03:00 JST (18:00 UTC) em 15 de agosto, Leepi atingiu Hyūga, Miyazaki no Japão. Leepi foi rebaixado para uma depressão tropical e se dissipou em 15 de agosto, embora seus remanescentes ainda fossem observados perto da Rússia.

### Tempestade tropical Hector
Em 15 de agosto, uma depressão tropical no Mar da China Oriental se intensificou em uma tempestade tropical, recebendo o nome de Rumbia pela JMA. Pouco depois de atingir o pico de intensidade sobre a Baía de Hangzhou em 16 de agosto, Rumbia atingiu a área de Pudong New Area, Xangai, China por volta das 04:05 CST de 17 de agosto (20:05 UTC), tornando-se a terceira tempestade tropical a atingir Xangai em 2018.
A Rumbia matou um total de 53 pessoas no leste da China e as perdas econômicas totais foram contabilizadas em CN¥36,91 mil milhões (US$ 5,36 mil milhões). Shouguang recebeu 174,7 mm de chuva e foi particularmente atingido, com 10 000 casas destruídas e 13 pessoas mortas. A cidade é considerada a maior produtora de hortaliças do país e a agricultura sofreu enormes perdas; 200.000 estufas sofreram danos. A montante no rio Mi, as chuvas atingiram 241,6 mm e causou inundações significativas. Os níveis de água em três reservatórios subiram perigosamente, levando as autoridades a liberar o excesso de água para evitar o colapso. O aumento resultante a jusante exacerbou as inundações em Shouguang. Os remanescentes extratropicais da Rumbia foram rastreados pela última vez a nordeste de Hokkaido antes de se dissiparem na costa do Extremo Oriente russo.

### Tempestade tropical Rumbia
Uma área de baixa pressão no Mar das Filipinas organizada em uma depressão tropical no final de 15 de agosto. O JTWC seguiu o exemplo às 00:00 UTC em 16 de agosto e foi designado como 22W. Mais tarde naquele dia, a JMA atualizou 22W para tempestade tropical e recebeu o nome internacional de Soulik. Em 17 de agosto, JMA atualizou Soulik para um tufão, marcando o sexto tufão da temporada. Então, Soulik rapidamente se intensificou em um forte tufão e, no dia seguinte, Soulik atingiu seu pico de intensidade, com ventos de 165 km/h, e permaneceu nessa intensidade por vários dias. Também começou a apresentar algumas características anulares. Depois de passar pelas Ilhas Ryukyu no início de 22 Em agosto, a tempestade enfraqueceu gradualmente devido às baixas temperaturas da superfície do mar. Em 23 de agosto, Soulik chegou ao condado de Haenam, província de Jeolla do Sul da Coreia do Sul por volta das 23:00 KST (14:00 UTC).
Os danos totais na Coreia do Sul foram de ₩ 50,7 mil milhões (US$ 45 milhões). A perda econômica no nordeste da China foi contabilizada em CN￥550 milhões (US$ 79,9 milhões). Inundações na Coreia do Norte provocadas por Soulik mataram 86 pessoas.

### Tufão Soulik
Em 17 de agosto, uma depressão tropical se formou perto das Ilhas Marshall. Foi nomeado tempestade tropical Cimaron um dia depois. Logo depois, foi atualizado para uma tempestade tropical severa. Cimaron intensificou-se gradualmente ao longo do curso de 20 a 22 de agosto. O tufão Cimaron ameaçou o sul do Japão, ao mesmo tempo que o tufão Soulik devastou a área. O tufão Cimaron se intensificou para atingir seu pico de intensidade no tufão severo de categoria 4 com 130 mph ventos antes de seu landfall no Japão em 23 de agosto sobre a parte sul da província de Tokushima, Japão por volta das 21:00 JST (12:00 UTC). O tufão Cimaron emergiu da costa norte como uma tempestade tropical fraca, antes de se tornar extratropical e se dirigir novamente ao norte do Japão. Cimaron foi uma tempestade significativa de categoria 4 e o 12º tufão a atingir o Japão em 2018 e foi superado pelo tufão Jebi um mês depois. Em seguida, atingiu a terra firme em Himeji, na província de Hyōgo, pouco antes das 24:00 JST (15:00 UTC).
Os danos agrícolas em Kyoto, Wakayama e Prefeitura de Shiga foram de cerca de JP¥ 3,41 mil milhões (US$ 30,6 milhões).

### Tufão Cimaron
O tufão Cimaron foi um tufão que causou impactos mínimos nas Ilhas Marianas e no Japão em agosto de 2018 . A vigésima terceira depressão, a vigésima primeira tempestade nomeada, a décima primeira tempestade tropical severa e o sétimo tufão da temporada de tufões do Pacífico de 2018, Cimaron desenvolveu-se a partir de uma depressão tropical perto das Ilhas Marshall em 16 de agosto. A depressão logo se tornou a tempestade tropical Cimaron em 18 de agosto. Cimaron gradualmente se intensificou em um tufão em 21 de agosto e rapidamente atingiu seu pico de intensidade no dia seguinte. Cimaron então enfraqueceu antes de fazer dois desembarques terrestres no Japão como um tufão de categoria 1 em 23 de agosto. Cimaron continuou a enfraquecer até que se tornou um ciclone extratropical e se dissipou em 24 de agosto .

### Depressão tropical 24W (Luis)
Uma depressão tropical se formou no Mar da China Meridional, perto de Taiwan. Apesar de entrar em uma área de alto cisalhamento de vento, o sistema estava em um ambiente favorável, então o JTWC e o PAGASA seguiram o exemplo, com o JTWC nomeando-o 24W, e o PAGASA nomeando-o Luis. O 24W então pousou em Fujian, China, pouco depois das 08:00 CST (00:00 UTC ) em 25 de agosto, e degenerou em uma área de baixa pressão no dia seguinte. A JMA continuaria monitorando o sistema até o dia seguinte.
A depressão tropical 24W matou 7 pessoas e causou danos de NT$ 1,022 mil milhão (US$ 34 milhões) em Taiwan..

### Tufão Jebi (Maymay)
Um sistema de baixa pressão se formou perto das Ilhas Marshall no início de 25 de agosto, desenvolvendo e sendo atualizado para uma depressão tropical em 27 de agosto pela Agência Meteorológica do Japão (JMA). Houve uma convecção profunda persistente no sistema que levou à atualização para uma tempestade tropical pela JMA e recebeu o nome de 'Jebi'. Em 29 de agosto, a tempestade sofreu uma rápida intensificação abrupta e se tornou o terceiro supertufão e a segunda categoria 5 da temporada. Em 4 de setembro, um Jebi enfraquecido, mas ainda poderoso, atingiu a parte sul da Prefeitura de Tokushima por volta das 12:00 JST (03:00 UTC) antes de passar pela Baía de Osaka e fazer outro landfall em torno de Kobe, Prefeitura de Hyōgo por volta das 14:00 horas: 00 JST (05:00 UTC). Osaka foi severamente atingido com uma rajada de vento máxima de 209 km/h registrados no Aeroporto Internacional de Kansai e 171 km/h na estação meteorológica da cidade de Osaka, onde a pressão mínima ao nível do mar (962 mb) foi a mais baixa desde o recorde de 937 mb de 1961 (Tufão Nancy) e a quinta mais baixa já registrada. Uma tempestade de 3,29 metros levou a inundações ao longo da Baía de Osaka, incluindo o Aeroporto Internacional de Kansai, onde as pistas foram inundadas e algumas instalações do aeroporto foram danificadas pelo vento e pela água. O icônico Universal Studios Japan de Osaka também foi fechado durante o evento do tufão. Wakayama também registrou uma rajada de vento máxima de 207 km/h. Jebi então mudou-se para Kyoto, o que causou mais estragos. Vários santuários foram fechados durante a duração do tufão. A estação de Kyoto recebeu muitos danos, o vidro acima do átrio que cobria a saída central, lojas e hotel desabou, faltando alguns centímetros. O tufão finalmente emergiu no Mar do Japão logo após as 15:00 JST (06:00 UTC). Simultaneamente, uma frente fria se formou a sudoeste do tufão, iniciando o início de uma transição extratropical em 4 de setembro. Em 5 de setembro, depois que o JTWC emitiu um aviso final às 00:00 JST (15:00 UTC), Jebi foi rebaixado para uma tempestade tropical severa às 03:00 JST (18:00 UTC) quando estava localizada perto da Península Shakotan de Hokkaido. A tempestade fez a transição completa para um ciclone extratropical com força de tempestade na costa de Primorsky Krai, na Rússia, pouco antes das 10:00 VLAT (09:00 JST, 00:00 UTC). Mais tarde, o ciclone extratropical moveu-se para o interior. O terreno de Khabarovsk Krai contribuiu para a tendência de enfraquecimento constante à medida que o sistema se movia para o noroeste e depois para o norte; baixa extratropical passou a nordeste de Ayan no início de 7 de setembro. O remanescente extratropical de Jebi continuou para o norte e depois virou para nordeste, antes de se dissipar no início de 9 de setembro sobre o Oceano Ártico.
Jebi foi a tempestade mais forte a atingir o Japão desde o tufão Yancy de 1993. No total, Jebi matou 17 pessoas e infligiu cerca de US$ 15 mil milhões. 11 mortes foram relatadas no Japão e 6 mortes foram relatadas em Taiwan.

### Tufão Mangkhut (Ompong)
Em 6 de setembro, uma depressão tropical se formou perto das Ilhas Marshall. No entanto, operacionalmente, a Agência Meteorológica do Japão (JMA) não iniciou alertas sobre o sistema até 7 de setembro. O JTWC seguiu o exemplo às 03:00 UTC de 7 de setembro e classificou o sistema como 26W. No final do mesmo dia, o sistema se fortaleceu em uma tempestade tropical, e a JMA nomeou o sistema Mangkhut. Em 11 de setembro, Mangkhut tornou-se um tufão e atingiu as ilhas de Rota, Ilhas Marianas do Norte. Em 12 de setembro, às 15h, horário padrão das Filipinas, Mangkhut entrou no PAR como um supertufão de categoria 5 e, consequentemente, PAGASA nomeou a tempestade Ompong. O JTWC observou um fortalecimento adicional em 12 de setembro e avaliou que Mangkhut atingiu seu pico de intensidade às 18:00 UTC, com ventos sustentados máximos de um minuto de 285 km/h (180 km/h). Em 13 de setembro, o governo filipino iniciou a evacuação dos moradores no caminho esperado pelo tufão. No final de 14 de setembro, Mangkhut atingiu as Filipinas como um supertufão equivalente de categoria 5, com ventos sustentados de 1 minuto de 266 km/h (165 mph). Enquanto se movia para o interior, Mangkhut enfraqueceu em um forte supertufão equivalente de Categoria 4 e logo enfraqueceu ainda mais em um tufão de Categoria 2. Um grande olho apareceu e o sistema se fortaleceu lentamente em um tufão de categoria 3, enquanto a tempestade se movia sobre Hong Kong. Quando Mangkhut atingiu a terra final, enfraqueceu em um fraco tufão de categoria 1 e manteve sua intensidade no interior com convecção profunda, antes de enfraquecer ainda mais. No final de 17 de setembro, Mangkhut se dissipou sobre Guangxi, China.

Em 23 de setembro, pelo menos 134 mortes foram atribuídas a Mangkhut, incluindo 127 nas Filipinas, 6 na China continental, e 1 em Taiwan. Em 5 de outubro, o NDRRMC estimou que Mangkhut causou ₱ 33,9 mil milhões (US $ 627 milhões) em danos nas Filipinas, com as avaliações continuando.
Em 8 de setembro, uma depressão tropical se formou perto de Batanes, nas Filipinas. A tempestade foi nomeada depressão tropical Neneng pela PAGASA, com Batanes colocada sob TCWS #1. No dia seguinte, Neneng saiu do PAR e tornou-se uma tempestade tropical, com a JMA atribuindo o nome de Barijat à tempestade, enquanto TCWS foram levantadas na ausência da tempestade. Nos 2 dias seguintes, a tempestade tropical Barijat moveu-se para o oeste através do Mar da China Meridional, atingindo seu pico de intensidade com velocidades de vento sustentadas máximas de 10 minutos de 85 km/h na noite de 11 de setembro. Em 13 de setembro, a tempestade tropical Barijat (Neneng) atingiu a Península de Leizhou, perto da área onde a tempestade tropical Son-tinh (Henry) atingiu a terra há dois meses, antes de fazer um segundo landfall no norte do Vietnã no mesmo dia. Durante a noite de 13 de setembro, Barijat tornou-se uma baixa remanescente, dissipando-se no dia seguinte.

### Tempestade tropical Barijat (Neneng)
Em 8 de setembro, uma depressão tropical se formou perto de Batanes, nas Filipinas. A tempestade foi nomeada Depressão Tropical Neneng pela PAGASA, com Batanes colocados sob TCWS #1. No dia seguinte, Neneng saiu do PAR e se tornou uma tempestade tropical, com o JMA atribuindo o nome de Barijat à tempestade, enquanto os TCWS foram criados na ausência da tempestade. Nos próximos 2 dias, a tempestade tropical Barijat moveu-se para o oeste através do mar do sul da China, atingindo a sua intensidade máxima com velocidades máximas de vento sustentadas de 10 minutos de 85 km/h na noite de 11 de setembro. Em 13 de setembro, Tempestade Tropical Barijat (Neneng) fez landfall na Península de Leizhou, perto da área onde a tempestade tropical Son-tinh (Henry) tinha feito landfall 2 meses atrás, antes de fazer uma segunda landfall no norte do Vietnã mais tarde, no mesmo dia. Durante a noite de 13 de setembro, Parijat tornou-se uma baixa remanescente, dissipando-se no dia seguinte.
A tempestade tropical Barijat fez uma dúzia de deslizamentos de terra sobre Batanes, o que aumentou o risco de grandes deslizamentos de terra e grandes inundações no solo saturado influenciado por esta tempestade e mais tarde por Mangkhut (Ompong). Os danos na China foram de ¥ 50 milhões (US$ 7,3 milhões).

### Tufão Trami (Paeng)
Em 19 de setembro, o NRL começou a monitorar uma grande perturbação tropical que se formou perto de Chuuk, nos Estados Federados da Micronésia. O sistema derivou para o oeste e se fortaleceu em uma depressão tropical em 20 de setembro de acordo com o JMA, enquanto o JTWC emitiu um TCFA. Trami conseguiu encontrar-se em condições favoráveis para o fortalecimento e em 21 de setembro ganhou status de tempestade tropical e recebeu o nome de Trami. Em 22 de setembro, Trami ainda se fortaleceu e se tornou uma tempestade tropical severa antes de se fortalecer para um tufão de categoria 1. Em 23 de setembro, o Trami, mais uma vez em condições favoráveis, continuou a se fortalecer e tornou-se um tufão equivalente à categoria 3 enquanto passava por um ciclo de substituição da parede do olho ao mesmo tempo. No início de 24 de setembro, o Trami se fortaleceu ainda mais e alcançou o status de supertufão de categoria 4 assim que terminou seu ciclo de substituição da parede do olho. Às 18:00 UTC de 24 de setembro, o Trami se fortaleceu ainda mais e posteriormente se tornou um supertufão de categoria 5. Em sua rota para Okinawa, Japão, Trami diminuiu consideravelmente e ficou quase parado antes de se mover para o norte-nordeste. Durante esse período, outro ciclo de substituição da parede do olho que acabou falhando mais tarde, juntamente com a diminuição da temperatura da superfície do mar, começou a enfraquecer lentamente Trami, embora ainda permanecesse uma tempestade organizada. Em 30 de setembro, Trami atingiu o ponto mais organizado de sua duração após seu pico, mas a estrutura de Trami começou a se deteriorar depois, e os ventos da tempestade diminuíram gradualmente à medida que Trami retomou o enfraquecimento. O tufão atingiu Tanabe, província de Wakayama, por volta das 20:00 JST (11:00 UTC) de 30 de setembro como um tufão de categoria 2 equivalente. A estrutura da tempestade se deteriorou rapidamente após o landfall, e a JMA emitiu seu último aviso sobre Trami em 1º de outubro. Após o impacto de Trami em Honshu, ele passou completamente para um ciclone extratropical com força de furacão e impactou as Ilhas Curilas e enfraqueceu para um sistema de força de tempestade. Seus remanescentes extratropicais foram rastreados pela última vez no Mar de Bering, perto das Ilhas Aleutas.
Os danos agrícolas no Japão foram de ¥ 61,65 mil milhões (US$ 542 milhões).

### Depressão tropical 29W
Em 25 de setembro, uma depressão tropical se formou a partir da energia remanescente do furacão Olivia ao sudeste do Japão. O JTWC deu ao sistema a designação 29W no dia seguinte. No entanto, a depressão tropical 29W permaneceu um sistema fraco e desenvolveu um centro de circulação de baixo nível exposto mais tarde naquele dia. Depois, a depressão tropical acelerou para o norte e depois para o norte-nordeste, até que finalmente foi absorvida por um ciclone extratropical em desenvolvimento a leste do Japão em 27 de setembro.

### Tufão Kong-rey (Queenie)
No final de setembro, um distúrbio tropical se formou nas águas próximas à Ilha Pohnpei, nos Estados Federados da Micronésia. O Joint Typhoon Warning Center também deu à tempestade, Invest 94W, uma baixa chance de desenvolvimento. Nos dias seguintes, o sistema se moveu para o oeste e se organizou em uma depressão tropical em 27 de setembro, e o JMA iniciou alertas sobre a tempestade, enquanto o JTWC emitiu um TCFA. Em 28 de setembro, o JTWC designou o sistema como 30W, enquanto o JMA emitiu um alerta de vendaval para o sistema. Como a depressão tropical 30W continuou se fortalecendo, o sistema se tornou uma tempestade tropical e foi nomeado Kong-rey pela JMA. Em 29 de setembro, o sistema se moveu mais para o oeste, encontrou-se em condições favoráveis para se fortalecer e tornou-se uma tempestade tropical. Mais tarde naquele dia, Kong-rey se fortaleceu em uma severa tempestade tropical e, em 30 de setembro, a tempestade atingiu o status de tufão às 03:00 UTC. Kong-rey continuou se fortalecendo e, às 18:00 UTC de 1º de outubro, Kong-rey se tornou um supertufão equivalente à categoria 4. No início de 2 de outubro, Kong-rey se fortaleceu em um supertufão de categoria 5. Afetada pelo cisalhamento vertical do vento, baixo teor de calor do oceano e diminuição das temperaturas da superfície do mar, a tempestade gradualmente enfraqueceu para um tufão de categoria 3 em 3 de outubro, enquanto passava por um ciclo de substituição da parede do olho. O aumento do cisalhamento vertical do vento e as temperaturas mais baixas da superfície do mar prejudicaram a força de Kong-rey, e Kong-rey foi rebaixado para uma tempestade tropical em 4 de outubro. No início de 6 de outubro, Kong-rey atingiu Tongyeong, província de Gyeongsang do Sul na Coreia do Sul como uma tempestade tropical de ponta, e mais tarde no mesmo dia, Kong-rey fez a transição para um ciclone extratropical, enquanto impactava o sul de Hokkaido, como áreas próximas a Hakodate.
Em outubro de 2018, 3 pessoas foram mortas pela tempestade, incluindo 2 pessoas da Coreia do Sul. Os danos em todo o país totalizaram ₩ 54,9 mil milhões (US $ 48,5 milhões). Embora Kong-Rey não tenha feito um pouso direto em Kyushu e Shikoku, suas faixas de chuva externas afetaram as duas ilhas. Em uma área em Shikoku, a chuva acumulou 300 milímetros. Em Nagasaki, mais de 12.000 famílias ficaram sem energia; na província de Fukuoka, uma pessoa morreu por causa da chuva. Os danos agrícolas em Okinawa e na província de Miyazaki foram de cerca de JP¥ 13,99 mil milhões (US$ 123 milhões).
Sem relação com Kong-rey, o furacão Walaka foi um furacão de categoria 5 ao mesmo tempo em que Kong-rey intensificou a intensidade de supertufão de categoria 5, marcando a primeira vez desde 2005, quando dois ciclones tropicais de força de categoria 5 existiram simultaneamente no Hemisfério Norte.

### Tufão Yutu (Rosita)
No início de 21 de outubro, uma depressão tropical se desenvolveu a leste de Guam e das Ilhas Marianas do Norte, com a JMA iniciando alertas sobre o sistema. Pouco depois, o JTWC atribuiu à tempestade o identificador 31W. O sistema começou a se fortalecer, tornando-se uma tempestade tropical várias horas depois, e a JMA chamou o sistema de Yutu. Condições favoráveis, incluindo baixo cisalhamento do vento e altas temperaturas da superfície do oceano, permitiram que Yutu se intensificasse explosivamente no dia seguinte, com a tempestade atingindo a força da tempestade tropical severa e a intensidade do tufão algumas horas depois. De 23 a 24 de outubro, Yutu continuou a se organizar e se intensificar explosivamente, atingindo a intensidade de supertufão de categoria 5 em 24 de outubro. O tufão continuou a se fortalecer e exibiu uma estrutura convectiva saudável, enquanto se movia em direção à ilha de Saipan. Mais tarde, no mesmo dia, o tufão Yutu atingiu a ilha de Tinian, ao sul de Saipan, na intensidade da categoria 5, com ventos sustentados de 1 minuto de 285 km/h (177 mph), tornando-se a tempestade mais poderosa já registrada para impactar o norte das Ilhas Marianas.
Depois de atingir Tinian, o Yutu passou por um ciclo de substituição da parede do olho, que foi concluído com sucesso no dia seguinte, e a tempestade voltou ao status de supertufão de categoria 5 em 26 de outubro, às 15:00 UTC.
Em 27 de outubro, o olho de Yutu ficou cheio de nuvens, indicativo de enfraquecimento, e a tempestade enfraqueceu para um supertufão de categoria 4. No mesmo dia, a tempestade entrou na área de responsabilidade do PAGASA, e Yutu recebeu o nome de Rosita do PAGASA. Em 28 de outubro, Yutu enfraqueceu rapidamente, à medida que a tempestade se movia sobre as águas oceânicas com conteúdo de calor da superfície do mar significativamente menor.
Depois de atingir a terra firme em 30 de outubro, o Yutu enfraqueceu rapidamente e, quando emergiu sobre o Mar da China Meridional, o baixo teor de calor do oceano e o cisalhamento do vento oeste fizeram com que o Yutu enfraquecesse abaixo do status de tufão. Em 2 de novembro, o Yutu enfraqueceu em uma baixa remanescente na costa da China, antes de se dissipar no dia seguinte.
Em 25 de outubro, em Saipan, o tufão matou uma mulher ao destruir o prédio em que ela estava hospedada e feriu 133 outras pessoas, três das quais ficaram gravemente feridas. Em Saipan e nas proximidades de Tinian, ventos fortes de Yutu derrubaram mais de 200 postes de energia. A maioria dos edifícios no sul de Saipan perderam seus telhados ou foram destruídos, incluindo uma escola secundária que foi destruída.

### Tempestade tropical severa Usagi (Samuel)
Em 3 de novembro, o Centro de Furacões do Pacífico Central começou a monitorar um distúrbio que se formou na bacia do Pacífico Central. Esta perturbação logo saiu da bacia e entrou no Pacífico Ocidental sem maiores desenvolvimentos em 6 de novembro. Seguindo para o oeste, o sistema não se organizou até o final de 18 de novembro, quando atingiu o status de depressão tropical na escala Saffir-Simpson. O PAGASA nomeou o sistema depressão tropical "Samuel" e emitiu alertas para Mindanao e Visayas. Samuel chegou à costa em 20 de novembro nas Filipinas, cruzando o arquipélago e enfraquecendo ligeiramente. Samuel começou a se fortalecer sobre o Mar da China Meridional e foi posteriormente nomeado "Usagi". Usagi passou por uma rápida intensificação e se tornou uma tempestade tropical severa em 21 de novembro enquanto se movia lentamente. Em 22 de novembro, Usagi (Samuel) se intensificou em um tufão de categoria 1. Em 24 de novembro, Usagi enfraqueceu de volta para uma tempestade tropical severa enquanto se dirigia para o Vietnã por causa da interação terrestre.
Usagi causou uma morte nas Filipinas e os danos agrícolas foram de ₱ 52,2 milhões (US $ 994.000). Em 25 de novembro, Usagi desembarcou no Delta do Mekong. O tufão causou inundações na cidade de Ho Chi Minh e matou três pessoas. As perdas no Vietnã foram de ₫ 925 mil milhões (US$ 39,5 milhões).

### Tempestade tropical Toraji
Um sistema de baixa pressão saiu do PAR em 15 de novembro. No final de 16 de novembro, um distúrbio tropical se formou a leste do Vietnã. Ele seguiu lentamente a oeste-noroeste e se fortaleceu em uma tempestade de força de depressão tropical no início de 17 de novembro. Toraji desembarcou em 18 de novembro e rapidamente enfraqueceu; os remanescentes emergiram no Golfo da Tailândia e os remanescentes se reorganizaram brevemente, recuperando a força da depressão tropical em 20 de novembro. No entanto, como Toraji fez um segundo desembarque na Península Malaia, enfraqueceu mais uma vez e se dissipou no final de 21 de novembro, devid o ao cisalhamento do vento sobre o Estreito de Malaca.
Toraji causou inundações em Nha Trang, resultando em 20 mortos e ₫ 1,24 trilhão (US $ 53,6 milhões) em danos.

### Tufão Man-yi (Tomas)
Em 19 de novembro, uma depressão tropical se formou bem a leste das Filipinas e se intensificou em uma tempestade tropical logo depois, recebendo o nome de Man-yi. Depois de atingir o status de tufão em 21 de novembro, Man-yi entrou na bacia das Filipinas e recebeu o nome de Tomas do PAGASA. Pouco depois, Man-yi se intensificou em um tufão de categoria 2. No entanto, depois de completar um ciclo anticiclônico devido às influências dos sistemas climáticos próximos, entrando e saindo do PAR várias vezes, Man-yi mergulhou para o status de Categoria 1 e mudou-se para águas mais frias. Sucumbindo a condições hostis, Man-yi enfraqueceu em uma tempestade tropical mais uma vez em 25 de novembro e degenerou em uma depressão tropical no final do dia seguinte, enquanto seguia para o nordeste, e se tornou um ciclone extratropical.

### Depressão tropical 35W (Usman)
Uma depressão tropical se formou no Mar das Filipinas no dia de Natal, 25 de dezembro. Ele entrou no PAR mais tarde naquela noite e o PAGASA nomeou a significativa depressão tropical "Usman". Usman fez seu primeiro desembarque em Samar, Visayas Oriental, em 28 de dezembro. Passou por Palawan e outras áreas no fim de semana. Usman não sobreviveu à passagem das Filipinas e degenerou em uma baixa remanescente. Os remanescentes de 35W foram absorvidos por um investimento em 30 de dezembro que mais tarde se tornaria a tempestade tropical Pabuk.
Ao passar pelas Filipinas, Usman trouxe fortes chuvas que causaram vários deslizamentos de terra, que mataram 156 pessoas, com danos no valor de Php 5,41 mil milhões (US$ 103 milhões).

### Outros sistemas
Em 4 de junho, a JMA começou a rastrear uma fraca depressão tropical que se formou a nordeste de Yap. No entanto, o sistema foi absorvido por uma depressão tropical próxima, que se tornaria a tempestade tropical severa Maliksi no dia seguinte. Depois que Gaemi se tornou extratropical, uma depressão tropical se formou ao sul de Hong Kong no início de 17 de junho e se dissipou na costa leste de Guangdong, na China, um dia depois. Em 16 de julho, uma depressão tropical se desenvolveu sobre o Mar da China Meridional. O sistema permaneceu fraco e se mudou para o Vietnã, antes de se dissipar no dia seguinte. Em 4 de agosto, o JTWC começou a rastrear uma tempestade subtropical que se desenvolveu a oeste da Linha Internacional de Data ; a tempestade posteriormente tornou-se extratropical no dia seguinte.
Uma depressão tropical formou-se a sudeste de Okinawa em 24 de agosto; dois dias depois, aterrissou em Xangai e rapidamente se dissipou em Jiangsu, no leste da China. Os remanescentes associados ao furacão Olivia entraram nesta bacia em 19 de setembro, e se desenvolveram em uma depressão tropical em 21 de setembro, enquanto vagavam para o oeste. Dois dias depois, degenerou em uma baixa remanescente novamente, pois a JMA relatou a dissipação do sistema. Em 25 de setembro, a energia remanescente do sistema se desenvolveu na depressão tropical 29W.
Em 19 de outubro, a JMA começou a rastrear uma depressão tropical no Golfo da Tailândia. Em 20 de outubro, a depressão tropical atingiu a Península Malaia e enfraqueceu em uma baixa remanescente, antes de sair da bacia.
Uma depressão tropical se formou sobre a porção sul do Mar da China Meridional em 31 de dezembro com a designação JTWC 36W. O sistema se intensificou na tempestade tropical Pabuk em 1º de janeiro de 2019, tornando-se a primeira tempestade nomeada da temporada de tufões no Pacífico de 2019.

### Nomes internacionais
Durante a temporada, 28 tempestades tropicais se desenvolveram no Pacífico Ocidental e cada uma foi nomeada pela JMA, quando o sistema foi considerado com ventos sustentados de 10 minutos de 65 km/h (40 km/h). A JMA selecionou os nomes de uma lista de 140 nomes, que foi desenvolvida pelas 14 nações e territórios membros do Comitê de Tufões da ESCAP/WMO. Durante a temporada, os nomes Ampil, Jongdari e Barijat foram usados pela primeira vez, depois de terem substituído os nomes Bopha, Sonamu e Utor, todos aposentados após as temporadas de 2012 e 2013, respectivamente.
| Bolaven | Sanba   | Jelawat | Ewiniar | Maliksi | Gaemi | Prapiroon | Maria   | Son-Tinh | Ampil    | Wukong | Jongdari | Shanshan | Yagi  |
| Leepi   | Bebinca | Rumbia  | Soulik  | Cimaron | Jebi  | Mangkhut  | Barijat | Trami    | Kong-rey | Yutu   | Toraji   | Man-yi   | Usagi |

#### Aposentadoria
Após a temporada, o Comitê Tufão anunciou que os nomes Rumbia, Mangkhut e Yutu foram removidos das listas de nomes. Eles foram substituídos por Pulasan, Krathon e Yinxing, respectivamente.

### Filipinas
| Agaton         | Basyang                 | Caloy                   | Domeng                 | Ester                            |
| Florita        | Gardo                   | Henry                   | Inday                  | Josie                            |
| Karding        | Luis                    | Maymay                  | Neneng                 | Ompong                           |
| Paeng          | Queenie                 | Rosita                  | Samuel                 | Tomas                            |
| Usman          | Venus                   | Waldo (sem ser usado)   | Yayang (sem ser usado) | Zeny (sem usar) (sem ser usado)  |
| Auxiliary list |                         |                         |                        |                                  |
| Agila          | Bagwis (sem ser usado)  | Chito (sem ser usado)   | Diego (sem ser usado)  | Elena (sem usar) (sem ser usado) |
| Felino         | Gunding (sem ser usado) | Harriet (sem ser usado) | Indang (sem ser usado) | Jessa (sem usar) (sem ser usado) |

Durante a temporada, a PAGASA usou seu próprio esquema de nomenclatura para os 21 ciclones tropicais, que se desenvolveram dentro ou se mudaram para sua área de responsabilidade autodefinida. Os nomes foram retirados de uma lista de nomes que foram usados pela última vez em 2014 e estão programados para serem usados novamente em 2022. Os nomes Gardo, Josie, Maymay, Rosita, Samuel e Usman foram usados pela primeira vez (e única, nos casos de Rosita e Usman) durante o ano após a retirada dos nomes Glenda, Jose, Mario, Ruby e Seniang. pois ambos os nomes Ruby e Rosita foram usados apenas pela primeira vez devido a seus danos nas Filipinas.

#### Aposentadoria
Após a temporada, os nomes Ompong, Rosita e Usman foram aposentados, pois causaram ₱1 mil milhões em danos. Rosita e Usman foram usados apenas pela primeira e última vez. Eles foram substituídos por Obet, Rosal e Umberto para a temporada de 2022.
Esta tabela resume todos os sistemas que se desenvolveram ou se mudaram para o Oceano Pacífico Norte, a oeste da Linha Internacional de Data durante 2018. As tabelas também fornecem uma visão geral da intensidade do sistema, duração, áreas terrestres afetadas e quaisquer mortes ou danos associados ao sistema.

## Efeitos na temporada
Esta tabela resume todos os sistemas que se desenvolveram ou se moveram para o Oceano Pacífico Norte, a oeste da Linha Internacional de Data durante 2020. As tabelas também fornecem uma visão geral da intensidade, duração, áreas afetadas e quaisquer mortes ou danos associados ao sistema.
| Nome                | Datas ativo                                | Classificação máxima       | Velocidade de vento sustentados | Pressão               | Áreas afetadas                                                                                            | Danos (USD)     | Fatalidades | Refs                                   |
| ------------------- | ------------------------------------------ | -------------------------- | ------------------------------- | --------------------- | --- | --------------- | ----------- | -------------------------------------- |
| Bolaven (Agaton)    | 29 de dezembro, 2017 – janeiro 4 de 2018   | Tempestade tropical        | 65 km/h                         | 1002 hPa (29.59 inHg) | Filipinas, Vietname                                                                                       | $11 100 000     | 3           | [ 13 ]                                 |
| Sanba (Basyang)     | 8 de fevereiro – 16                        | Tempestade tropical        | 65 km/h                         | 1000 hPa (29.53 inHg) | Ilhas Carolinas, Filipinas                                                                                | $3 230 000      | 15          | [ 17 ]                                 |
| Jelawat (Caloy)     | 24 de março – abril 1                      | Violent typhoon            | 195 km/h                        | 915 hPa (27.02 inHg)  | Ilhas Carolinas                                                                                           | Nenhum          | Nenhum      |                                        |
| 04W                 | 10 de maio – 15                            | Depressão tropical         | Não definido                    | 1008 hPa (29.77 inHg) | Nenhum | Nenhum          | Nenhum      |                                        |
| Ewiniar             | 2 de junho – 9                             | Tempestade tropical        | 75 km/h                         | 998 hPa (29.47 inHg)  | Vietnam, Filipinas, China meridional, Taiwan, Ilhas Ryukyu                                                | $842 000 000    | 13          | [ 40 ]                                 |
| Maliksi (Domeng)    | 3 de junho – 11                            | Tempestade tropical severa | 110 km/h                        | 970 hPa (28.64 inHg)  | Ilhas Ryukyu, Filipinas, Honshu                                                                           | Nenhum          | 2           | [ 48 ]                                 |
| TD                  | 4 de junho – 5                             | Depressão tropical         | Não definido                    | 1006 hPa (29.71 inHg) | Guam | Nenhum          | Nenhum      |                                        |
| 07W                 | 13 de junho – 15                           | Tempestade Subtropical     | 65 km/h                         | 993 hPa (29.26 inHg)  | Taiwan, Ilhas Ryukyu                                                                                      | Nenhum          | Nenhum      |                                        |
| Gaemi (Ester)       | 13 de junho – 16                           | Tempestade tropical        | 85 km/h                         | 990 hPa (29.23 inHg)  | Taiwan, Ilhas Ryukyu                                                                                      | Nenhum          | 3           |                                        |
| TD                  | 17 de junho – 18                           | Depressão tropical         | Não definido                    | 998 hPa (29.47 inHg)  | China meridional                                                                                          | Nenhum          | Nenhum      |                                        |
| Prapiroon (Florita) | 28 de junho – julho 4                      | Strong typhoon             | 120 km/h                        | 960 hPa (28.35 inHg)  | Japão, Korean Peninsula                                                                                   | $10 100 000     | 4           | [ 56 ] [ 195 ]                         |
| Maria (Gardo)       | 3 de julho – 12                            | Violent typhoon            | 195 km/h                        | 915 hPa (27.02 inHg)  | Ilhas Marianas, Ilhas Ryukyu, Taiwan, China Oriental                                                      | $626 000 000    | 1           | [ 40 ]                                 |
| Son-Tinh (Henry)    | 16 de julho – 24                           | Tempestade tropical        | 75 km/h                         | 994 hPa (29.35 inHg)  | Filipinas, China meridional, Vietnam, Laos, Tailândia, Myanmar                                            | $323 000 000    | 173         | [ 195 ] [ 40 ]                         |
| TD                  | 16 de julho – 17                           | Depressão tropical         | Não definido                    | 998 hPa (29.47 inHg)  | China meridional, Vietnam, Laos                                                                           | $14 900 000     | Nenhum      | [ 196 ]                                |
| Ampil (Inday)       | 17 de julho – 24                           | Tempestade tropical severa | 95 km/h                         | 985 hPa (29.09 inHg)  | Ilhas Ryukyu, China, Extremo Oriente Russo                                                                | $241 000 000    | 1           | [ 40 ]                                 |
| 13W (Josie)         | 20 de julho – 23                           | Depressão tropical         | 55 km/h                         | 996 hPa (29.41 inHg)  | Filipinas, Taiwan, Ilhas Ryukyu, China Oriental                                                           | $87 400 000     | 16          | [ 84 ]                                 |
| Wukong              | 22 de julho – 26                           | Tempestade tropical severa | 95 km/h                         | 990 hPa (29.23 inHg)  | Nenhum | Nenhum          | Nenhum      |                                        |
| Jongdari            | 23 de julho – agosto 4                     | Strong typhoon             | 140 km/h                        | 960 hPa (28.35 inHg)  | Japão, China Oriental                                                                                     | $1 475 800 000  | Nenhum      | [ 197 ] [ 198 ] [ 199 ] [ 40 ]         |
| 16W                 | 31 de julho – agosto 1                     | Depressão tropical         | 55 km/h                         | 1002 hPa (29.59 inHg) | Nenhum | Nenhum          | Nenhum      |                                        |
| Shanshan            | 2 de agosto – 10                           | Strong typhoon             | 130 km/h                        | 970 hPa (28.64 inHg)  | Ilhas Marianas, Japão                                                                                     | $866 000        | Nenhum      | [ 200 ]                                |
| Yagi (Karding)      | 6 de agosto – 15                           | Tempestade tropical        | 75 km/h                         | 990 hPa (29.23 inHg)  | Filipinas, Taiwan, Ilhas Ryukyu, China                                                                    | $386 000 000    | 8           | [ 201 ] [ 40 ]                         |
| Bebinca             | 9 de agosto – 17                           | Tempestade tropical        | 85 km/h                         | 985 hPa (29.09 inHg)  | China meridional, Vietnam, Laos, Tailândia, Myanmar                                                       | $391 000 000    | 19          | [ 202 ] [ 201 ] [ 40 ]                 |
| Leepi               | 10 de agosto – 15                          | Tempestade tropical severa | 95 km/h                         | 994 hPa (29.35 inHg)  | Japão, Coreia do Sul                                                                                      | Nenhum          | Nenhum      |                                        |
| Hector              | 13 de agosto – 16                          | Tempestade tropical        | 75 km/h                         | 998 hPa (29.47 inHg)  | Nenhum | Nenhum          | Nenhum      |                                        |
| Rumbia              | 14 de agosto – 19                          | Tempestade tropical        | 85 km/h                         | 985 hPa (29.09 inHg)  | Ilhas Ryukyu, China, Coreian Peninsula, Extremo Oriente Russo                                             | $5 360 000 000  | 53          | [ 40 ]                                 |
| Soulik              | 15 de agosto – 24                          | Very strong typhoon        | 155 km/h                        | 950 hPa (28.05 inHg)  | Ilhas Carolinas, Ilhas Marianas, Northeast China, Japão, Coreian Peninsula, Extremo Oriente Russo, Alasca | $125 000 000    | 86          | [ 132 ] [ 133 ] [ 131 ]                |
| Cimaron             | 16 de agosto – 24                          | Very strong typhoon        | 155 km/h                        | 950 hPa (28.05 inHg)  | Marshall Islands, Ilhas Marianas, Japão, Aleutian Islands                                                 | $30 600 000     | Nenhum      | [ 201 ]                                |
| 24W (Luis)          | 21 de agosto – 26                          | Depressão tropical         | 55 km/h                         | 994 hPa (29.35 inHg)  | Taiwan, China Oriental                                                                                    | $34 000 000     | 7           | [ 201 ]                                |
| TD                  | 24 de agosto – 26                          | Depressão tropical         | Não definido                    | 1002 hPa (29.59 inHg) | Ilhas Ryukyu, China Oriental                                                                              | Nenhum          | Nenhum      |                                        |
| Jebi (Maymay)       | 26 de agosto – setembro 4                  | Violent typhoon            | 195 km/h                        | 915 hPa (27.02 inHg)  | Ilhas Marianas, Taiwan, Japão, Extremo Oriente Russo, Arctic                                              | $18 600 000 000 | 17          | [ 203 ] [ 204 ] [ 205 ] [ 206 ]        |
| TD                  | 5 de setembro – 8                          | Depressão tropical         | 55 km/h                         | 1004 hPa (29.65 inHg) | Ilhas Ryukyu                                                                                              | Nenhum          | Nenhum      |                                        |
| Mangkhut (Ompong)   | 6 de setembro – 17                         | Violent typhoon            | 205 km/h                        | 905 hPa (26.72 inHg)  | Ilhas Marshall, Ilhas Marianas, Taiwan, Filipinas, Hong Kong, Macau, China meridional, Vietname           | $3 766 000 000  | 134         | [ 142 ] [ 146 ] [ 207 ] [ 40 ] [ 208 ] |
| Barijat (Neneng)    | 8 de setembro – 13                         | Tempestade tropical        | 75 km/h                         | 998 hPa (29.47 inHg)  | Filipinas, Taiwan, China meridional, Vietname                                                             | $7 300 000      | Nenhum      | [ 40 ]                                 |
| Trami (Paeng)       | 20 de setembro – outubro 1                 | Violent typhoon            | 195 km/h                        | 915 hPa (27.02 inHg)  | Ilhas Marianas, Taiwan, Japão, Extremo Oriente Russo, Alasca                                              | $2 690 000 000  | 4           | [ 209 ] [ 210 ]                        |
| TD                  | 21 de setembro – 22                        | Depressão tropical         | Não definido                    | 1006 hPa (29.71 inHg) | Nenhum | Nenhum          | Nenhum      |                                        |
| 29W                 | 25 de setembro – 27                        | Depressão tropical         | 55 km/h                         | 1008 hPa (29.77 inHg) | Nenhum | Nenhum          | Nenhum      |                                        |
| Kong-rey (Queenie)  | 28 de setembro – outubro 6                 | Violent typhoon            | 215 km/h                        | 900 hPa (26.58 inHg)  | Ilhas Carolinas, Ilhas Marianas, Japão, Taiwan, Coreian Peninsula, Alasca                                 | $171 500 000    | 3           | [ 162 ]                                |
| TD                  | 19 de outubro – 20                         | Depressão tropical         | Não definido                    | 1008 hPa (29.77 inHg) | Vietnam, Camboja, Tailândia, Myanmar                                                                      | Nenhum          | Nenhum      |                                        |
| Yutu (Rosita)       | 21 de outubro – novembro 2                 | Violent typhoon            | 215 km/h                        | 900 hPa (26.58 inHg)  | Ilhas Carolinas, Ilhas Marianas, Filipinas, China meridional, Taiwan                                      | $854 100 000    | 30          | [ 211 ] [ 212 ]                        |
| Usagi (Samuel)      | 14 de novembro – 26                        | Tempestade tropical severa | 110 km/h                        | 990 hPa (29.23 inHg)  | Ilhas Carolinas, Filipinas, Vietnam, Camboja, Laos                                                        | $40 494 000     | 4           | [ 171 ] [ 173 ]                        |
| Toraji              | 16 de novembro – 18                        | Tempestade tropical        | 65 km/h                         | 1004 hPa (29.65 inHg) | Vietnam, Tailândia, Malásia                                                                               | $53 600 000     | 20          | [ 213 ]                                |
| Man-yi (Tomas)      | 20 de novembro – 28                        | Strong typhoon             | 150 km/h                        | 960 hPa (28.35 inHg)  | Ilhas Carolinas, Alasca                                                                                   | Nenhum          | Nenhum      |                                        |
| 35W (Usman)         | 25 de dezembro – 29                        | Depressão tropical         | 55 km/h                         | 1000 hPa (29.53 inHg) | Palau, Filipinas                                                                                          | $103 000 000    | 156         |                                        |
| Totais da temporada |                                            |                            |                                 |                       | |                 |             |                                        |
| 43 sistemas         | 29 de dezembro, 2017 – December 29 de 2018 |                            | 215 km/h                        | 900 hPa (26.58 inHg)  | | $30 231 596 000 | 772         |                                        |